# Juan Carlos Villalonga
Juan Carlos Villalonga es un político y ecologista argentino (7 de mayo de 1960, Rosario, Santa Fe), con participación activa en el movimiento ambientalista desde 1984. En diciembre de 2015 asumió como dIputado nacional por la Ciudad de Buenos Aires por la coalición Cambiemos y es vocero del movimiento ecologista político Los Verdes Argentina que cofundó en 2011. 
En 1985 fundó la organización Taller Ecologista en Rosario, ciudad en la que también se desempeñó como columnista ambiental para el diario Página 12.
Fue Director de Campañas y Director Político de Greenpeace Argentina durante dieciséis años (1994-2011). Entre 2013 y 2015 fue presidente de la Agencia de Protección Ambiental de la Ciudad Autónoma de Buenos Aires (APrA). En 2015 se despidió del cargo. 
En diciembre de 2015 encabezó la delegación argentina en la Cumbre de Cambio Climático que se celebró en París e impulsó cambios en la propuesta presentada por Argentina para la reducción de emisiones de gases de efecto invernadero e iniciando el proceso, ya convalidado por el presidente de la Nación Mauricio Macri, para que Argentina asuma un mayor compromiso climático a nivel internacional.

## Reconocimientos internacionales
Además de ejercer sus funciones como diputado Nacional, en 2016 Villalonga fue premiado por la Global Wind Energy Council (GWEC) y la Asociación Argentina de Energía Eólica (AAEE) con el cargo ‘Global Wind Ambassador’, debido a su trayectoria, y ha relanzado el capítulo argentino de GLOBE International, la red mundial de parlamentarios, que actualmente preside.

## Leyes impulsadas
Durante los dieciséis años que integró Greenpeace como Director Político y de Campañas, Villalonga impulsó la Ley 25.019 de energía solar y eólica (1998); su sustituta, la Ley 26.190 (2006) y la Ley 26.473 de Prohibición de Lámparas Incandescentes (2008).  También tuvo un rol protagónico en la redacción y la sanción de la Ley 1854 de Basura Cero de la Ciudad de Buenos Aires (2005) y lideró el equipo de la organización que consiguió la aprobación de la Ley 26.331 de Protección de Bosques Nativos (2007) y la Ley 26.639 de Protección de Glaciares (2010).
Cambio climático, energías renovables, desarme y energía nuclear han sido sus principales campos de acción.   
En 2017 impulsó la ley Nacional 27424 Archivado el 30 de diciembre de 2017 en Wayback Machine. de Régimen de Fomento a la Generación Distribuida de Energía Renovable integrada a la Red Eléctrica Pública, que obtuvo media sanción en las cámaras de Diputados y Senadores de la Nación, publicada en el Boletín Oficial el 27 de diciembre de 2017.    

## Publicaciones
Entre sus trabajos publicados se encuentran: “Informe de Greenpeace sobre INVAP. Una historia que la industria nuclear quiere ocultar” (2002) y “Energías Renovables: ¿Por qué debería ser prioritario cumplir con el objetivo del 8% para el 2016?” (2013), para el Grupo de Energías Renovables. 